# Font de Cuní
La Font de Cuní és una font d'Olot (Garrotxa) protegida com a Bé Cultural d'Interès Local.

## Descripció
Es tracta d'una font molt popular de la Canya i dins els terrenys del mas Cuní, en el corriol de l'Esperança. Font intermitent que raja amb certa abundància en temps de pluja però no tant o gens en períodes de sequera. L'entorn ha sofert modificacions al llarg del temps, sobre tot amb els canvis o desaparició de l'arbrat, però manté la seva pica, les canalitzacions i la petita bassa al cantó així com el pedrís per seure.